# Ozolnieki
Ozolnieki è un comune della Lettonia appartenente alla regione storica della Semgallia di 10.237 abitanti (dati 2009).

## Località
Il comune è stato istituito nel 2003 ed è formato dalle seguenti località:
- Auči
- Āne
- Brankas
- Cena
- Dalbe
- Emburga
- Garoza
- Jaunpēternieki
- Ozolnieki
- Plāņi
- Renceles
- Sidrabene
- Tetele.